# Dekanat Dynów
Dekanat Dynów – dekanat archidiecezji przemyskiej, w archiprezbiteracie przemyskim.

## Historia
W 1594 roku bp Wawrzyniec Goślicki utworzył dekanat dynowski, w którego skład weszły parafie: Dynów, Bachórzec, Błażowa, Borek Stary, Chmielnik, Dubiecko, Dylągowa, Futoma, Harta, Hyżne, Izdebki, Jawornik Polski, Łubno, Nozdrzec, Wesoła.
W 1784 roku na mocy reform józefińskich, władze zaboru austriackiego zlikwidowały dekanat dynowski, a parafie weszły w skład dekanatów:
- brzozowskiego – Dynów, Bachórzec, Dylągowa, Izdebki, Harta, Łubno, Nozdrzec, Wesoła.
- rzeszowskiego – Borek Stary, Chmielnik.
- krośnieńskiego (eksterytorialnie) – Błażowa, Futoma.
- kańczuckiego (od 1787 przeworskiego) – Jawornik Polski.

W 1874 roku bp Maciej Hirschler odtworzył dekanat dynowski, w którego skład weszły parafie z wydzielonego terytorium dekanatów:
- brzozowskiego – Dynów, Bachórzec, Dubiecko, Dylągowa, Harta, Łubno, Nozdrzec, Wesoła, Bachórz Filia.
- strzyżowskiego – Błażowa, Futoma.
- przeworskiego – Jawornik Polski.

Pierwszym dziekanem został ks. Wojciech Stępek proboszcz w Domaradzu. Kolejnymi dziekanami byli m.in.: ks. Wojciech Stachyrak, ks. Józef Ożóg, ks. prał. Stanisław Janusz (do 2021).

## Parafie
- Bartkówka – pw. św. Bartłomieja
- Dylągowa – pw. św. Zofii
  - Pawłokoma – kościół filialny pw. św. Michała
- Dynów – pw. św. Wawrzyńca
- Harta – pw. św. Mikołaja Biskupa
  - Harta Górna – kościół filialny pw. Matki Bożej Różańcowej
- Hłudno – pw. św. Klary
- Łubno – pw. św. Jana Chrzciciela
  - Kaźmierówka (Łubno) – kościół filialny pw. Miłosierdzia Bożego
- Nozdrzec – pw. św. Stanisława Biskupa
- Siedliska – pw. NMP Królowej Polski
  - Huta Poręby – kościół filialny pw. Dobrego Pasterza
  - Dąbrówka Starzeńska – kościół filialny pw. Matki Bożej Częstochowskiej
- Szklary – pw. Nawiedzenia NMP
- Ulanica – pw. św. Józefa Robotnika
- Wara – pw. Podwyższenia Krzyża Świętego
  - Niewistka – kościół filialny pw. Matki Bożej Anielskiej
- Wesoła – pw. św. Katarzyny
  - Magierów – kościół filialny pw. Matki Bożej Częstochowskiej

## Zgromadzenia zakonne
- Dynów – ss. Boromeuszki (1969)
- Wara – ss. Dominikanki (1988)